# 스낵월드
《스낵월드》(スナックワールド)는 영실업과 LEVEL-5에서 제작한 미디어 믹스 작품이다.

## 개요
《이나즈마 일레븐》와 《골판지전기》, 《요괴워치》를 잇는 LEVEL-5의 크로스미디어 프로젝트 네 번째 작품이다.

## 게임

### 스낵월드 트레저러스
플랫폼은 닌텐도 3DS. 3DS판은 2017년 8월 10일 발매.
2018년 4월 12일, 닌텐도 스위치에 추가 컨텐츠까지 포함하여 이식한 '스낵월드 트레저러스 골드'가 발매.
게임에 연동되는 스낵과쟈랴가 판매중

## 애니메이션
일본의 TV 도쿄 계열에서 2017년 4월 13일부터 2018년 4월 19일까지 총 50부작으로 방영되었다. 국내 더빙판은 2018년 7월부터 대한민국의 투니버스, 애니맥스, 카툰네트워크 코리아, KBS 키즈, 대교어린이TV, 애니박스, 애니원, 챔프TV, 애니플러스, 니켈로디언 코리아에서 방영 중이다.

## 등장인물
- 챠푸: 한 메구미/이새벽

정의감이 강하고 한번 불 붙으면 누구도 말릴 수 없다.
다소 자기중심적인 면이 있지만 동료를 먼저 생각하는 리더 타입.
자신이 살던 마을이 통째로 파괴되며 가족을 잃은 과거의 복수를 이루기 위해 대모험의 여행을 나선다.
- 마요네: 하나자와 카나/이지현

나름대로 레벨 높은 마법사지만 본모습은 발랄한 소녀.
챠푸와 친구들을 올바른 방향으로 이끌고 가는 유일한 상식인이지만 화나게 하면 조금 무섭다.
- 페페론: 스기무라 켄지/홍범기

먹는 것을 좋아하는 상냥한 성격을 가진 왕국 전사 출신.
유일하게 강력한 힘을 가지고 있지만 착한성격 탓에 몬스터조차 쓰러트리지 못하는 경우가 부지기수.
챠푸를 존경하여 따르고 있다.
- 고브 아저씨: 미야자와 타다시/방성준

마법에 걸려 모습이 변해버린 왕자라고 우기며 챠푸 일행을 따라다니는 수수께끼의 고블린.
그 진상은 분명하게 밝혀져있지 않다.
성격은 평범한 아저씨 그 자체.
동료들에게 약간 무시당하는 경향이 있다. 그리고 메테오마법을쓴다
- 돼라곤: 오카다 메구미/조경이

돼지코처럼 생긴 코를 가진 암컷 드래곤.
자신을 구해준 챠푸를 따라다니며, 오직 챠푸만이 돼라곤이 하는 말을 이해할 수 있다.
감자를 먹으면 10초간 힘이 올라간다.
- 빈센트: 오오하라 타카시/심규혁

팬텀제 무기를 지닌 수수께끼의 미소년 검사. 만사에 냉정히 대처하고 무엇이든 능숙하게 처리한다. 문에 집착하는 모습을 보이기도 한다.
- 비네거 칸: 스기노 타누키/이장원

알라딘처럼 생긴 악덕상인. 한때 챠푸의 마을을 화재로 없애버린일을 했으며 이와 같은 수법으로 다른 마을을 없애버리고 자신의 땅을 만들어 팔고 돈을 어마어마하게 벌고 있다.

### 해설 및 그 외 인물 참여 성우(한국)
- 신용우: 임금님, 지니스1, 왕자, 전사들3, 피노키오 Ver 4.0, 그리곤, 상인1, 라이스
- 김율: 메로라, 데스 군, 파사랑
- 이재현: 신데렐라, 밧돼리, 세이, 제니퍼, 이자벨라, 버섯군
- 한신: 신데렐라 대장, 카르보나라, 전사들4, 부르도, 크루통
- 황창영: 스콜피온, 우스터, 팩, 로빈후드
- 엄상현: 피노키오 Ver 3.0
- 이현: 지니스3, 크라켄, 전사들1, 피시 버거, 골렘
- 윤용식: 가스 탱크, 뱀파이어
- 민승우: 피터 빵빵, 레드라, 아수라
- 김도영: 렌
- 장미: 다홍이, 코로네
- 정주원: 로미오, 좀비 베어, 아프 리코트
- 김지율: 왕자 동생
- 정남: 마요네 엄마
- 정유미: 베이비 나이트
- 김현수: 고민 갑옷
- 곽윤상: 드래곤 도사, 사이보그
- 이상범: 부용, 배불데몬, 왕
- 김하영: 바닐라
- 송준석: 칠리페퍼 반장, 해설
- 박영재: 늑대인간
- 송하림: 위치
- 김혜성: 데빌 보이
- 이호산: 데어 팔콘
- 이새아: 실프
- 정유정: 히드라
- 권창욱: 백설공주
- 김민주: 나이트메어
- 양정화: 챠푸 할머니, 데미
- 여민정: 빈센트 누나
- 정재헌: 로쿠에몽
- 김신우: 그리폰
- 정혜원: 고에몽
- 이용신: 카렌
- 안장혁: 라이도, 스카돈
- 김영찬: 마시멜로
- 김서영: 그라스
- 손수호: 데미그라스
- 김하루: 소니아
- 최낙윤: 무라마사 칼리버